# Kemitron Naja 800
O Naja 800 foi um computador pessoal brasileiro produzido pela empresa mineira Kemitron a partir de 1985, o qual sucedeu ao Kemitron Naja. Compatível a nível de software e hardware com os TRS-80 Modelos III/IV estadunidenses, era vendido num gabinete similar ao do IBM PC, com teclado profissional destacado, monitor de fósforo verde de 12" e disco rígido de 5, 10 ou 15 MiB.

## Características
- Memória:
  - ROM: 14 KiB
  - RAM: 128 KiB / 512 KiB
- Teclado: mecânico, 70 teclas com auto-repetição, caracteres acentuados e teclado numérico reduzido.
- Display:
  - 24 X 80 texto
  - 24 X 40 texto (expandido)
  - 640 X 240 (gráfico de alta resolução)
- Expansão:
  - 5 slots internos
- Portas:
  - 1 saída para monitor de vídeo
  - 1 porta Centronics
  - Interface de cassete
- Armazenamento:
  - Gravador de cassete (a 500/1500 bauds), acionamento remoto por relé
  - Drives de 5" 1/4 ou 8" DS/DD: até quatro unidades externas
- Som:
  - Alto-falante interno ("buzzer")